# Mirabilicoxa birsteini
Mirabilicoxa birsteini is een pissebed uit de familie Desmosomatidae. De wetenschappelijke naam van de soort is voor het eerst geldig gepubliceerd in 1962 door Menzies.